# The Grange (North Berwick)
The Grange ist eine Villa in der schottischen Stadt North Berwick in der Council Area East Lothian. 1971 wurde das Gebäude in die schottischen Denkmallisten in der höchsten Kategorie A aufgenommen.
The Grange wurde im Jahre 1893 für Lord Traynor erbaut. Mit dem Entwurf beauftragte er den schottischen Architekten Robert Lorimer. In den Jahren 1899 und 1904 wurde die Villa substanziell erweitert. 1972 erfolgte die Aufteilung des Innenraums in mehrere Einheiten.

## Beschreibung
Die asymmetrische Villa liegt im Süden von North Berwick. Stilistisch weist sie Elemente der schottischen Neorenaissance, jedoch auch der Arts-and-Crafts-Bewegung auf. Mit Ausnahme der Ecksteine und Einfassungen sind die Fassaden mit Harl verputzt. Auffällig ist der Eingangsbereich in einem Gebäudewinkel an der südexponierten Frontseite. Er ist mit einem Vordach im Neorenaissancestil mit reich ornamentiertem Giebel und teils farbigen Bleiglasfenstern gestaltet. An der gegenüberliegenden Nordseite sticht, ebenfalls in einem Gebäudewinkel, ein Turm mit Kegeldach und gekehlten Kragsteinen hervor. Ein weiterer befindet sich an der Südseite des aus dem Jahre 1904 stammenden Südflügels. Des Weiteren ist dieser Gebäudeteil mit Volutengiebel mit Sonnenuhr und Ochsenauge gestaltet. Ein quadratischer Turm mit Zinnenbewehrung an der Nordseite bildet den höchsten Bauteil der Villa.